# Compos mentis
Compos mentis (uit het Latijn) betekent dat een persoon "in het bezit van zijn geest", of "bij zijn verstand" of "bij volle bewustzijn" is. Het begrip wordt al eeuwen in het recht gebruikt om aan te geven dat iemand die een testament of contract opstelt bij zinnen is, wat tegenwoordige tot uitdrukking komt in het juridische begrip wilsbekwaamheid; in staat om haar of zijn wil te bepalen. Dat wil zeggen, men is bekwaam om de gevolgen te overzien en de risico's te begrijpen van een (rechts-)handeling, permanent of tijdelijk, in het bijzonder met betrekking tot handelingen of het bewust nalaten van handelingen. Of men compos mentis wordt geacht is afhankelijk van het verstandelijk vermogen en de complexiteit van de te begrijpen situatie, maar ook afhankelijk van de gezondheid en het gebruik van (verdovende, opwekkende en/of hallucinogene) middelen. Het begrip wordt gebruikt door medici bij het beoordelen van het bewustzijn van een patiënt en door juristen bij het beoordelen van de strafrechtelijke toerekeningsvatbaarheid of bij het aangaan van verplichtingen, of het afzien van rechten. 
De notaris heeft bij het opstellen van een uiterste wilsbeschikking nauwkeurig te controleren of een persoon compos mentis is. 